# Colorado City (Colorado)
Colorado City és una concentració de població designada pel cens dels Estats Units a l'estat de Colorado. Segons el cens del 2000 tenia 2.018 habitants.

## Demografia
Segons el cens del 2000, Colorado City tenia 2.018 habitants, 760 habitatges, i 582 famílies. La densitat de població era de 22,6 habitants per km².
Dels 760 habitatges en un 36,1% hi vivien nens de menys de 18 anys, en un 64,7% hi vivien parelles casades, en un 8,7% dones solteres, i en un 23,4% no eren unitats familiars. En el 18,9% dels habitatges hi vivien persones soles el 7,4% de les quals corresponia a persones de 65 anys o més que vivien soles. El nombre mitjà de persones vivint en cada habitatge era de 2,66 i el nombre mitjà de persones que vivien en cada família era de 3,04.
Per edats la població es repartia de la següent manera: un 28,9% tenia menys de 18 anys, un 6,8% entre 18 i 24, un 26,8% entre 25 i 44, un 25,4% de 45 a 60 i un 12% 65 anys o més.
L'edat mediana era de 37 anys. Per cada 100 dones de 18 o més anys hi havia 92,6 homes.
La renda mediana per habitatge era de 37.331 $ i la renda mediana per família de 44.758 $. Els homes tenien una renda mediana de 32.396 $ mentre que les dones 21.000 $. La renda per capita de la població era de 17.247 $. Entorn del 5,7% de les famílies i el 8,9% de la població estaven per davall del llindar de pobresa.

## Poblacions més properes
El següent diagrama mostra les poblacions més properes.